# Robbie Robertson (musikalbum)
Robbie Robertson är ett musikalbum av Robbie Robertson från 1987, hans solodebut efter uppbrottet med The Band. Albumet vann en Juno Award för årets album, och producenterna Lanois och Robertson för årets producent.

## Låtlista
Låtar där inget annat anges är skrivna av Robbie Robertson.
1. "Fallen Angel" (Robertson, Martin Page) – 5:52
2. "Showdown at Big Sky" – 4:43
3. "Broken Arrow" – 5:17
4. "Sweet Fire of Love" (Robertson, Bono, The Edge, Adam Clayton, Larry Mullen Jr) – 5:08
5. "American Roulette" – 4:46
6. "Somewhere Down the Crazy River" – 4:44
7. "Hell's Half Acre" – 3:45
8. "Sonny Got Caught in the Moonlight" – 3:45
9. "Testimony" – 4:45